# 플라주
플라주(plage) 또는 플라즈라 불리기도 하는 것은 태양의 채층에 있는 밝은 부분을 일컫는 말이며, 일반적으로 태양의 흑점 근처의 채층에서 발견된다. 이 플라주라는 단어는 프랑스어에서 시적으로 따온 것이다. 태양의 플라주는 아래의 광구와 그 밝기가 비슷하지만 후자의 공간적인 척도는 훨씬 작은 편이다. 따라서, 태양의 흑점 근처에서 가장 많이 발생하는 편이다. 백반은 태양 상수에 큰 영향을 끼치며 이러한 영향들을 감지하기 위해 오래전부터 더 쉽게 감지가 가능한 감지 장치를 이용한다. 플라주는 일반적으로 다른 부분들에 비하여 밝기가 밝은 편인데 플라주가 나타나는 부분의 채층의 밀도와 온도가 주변의 채층과 비교하였을 때 비교적 높기 때문이다.

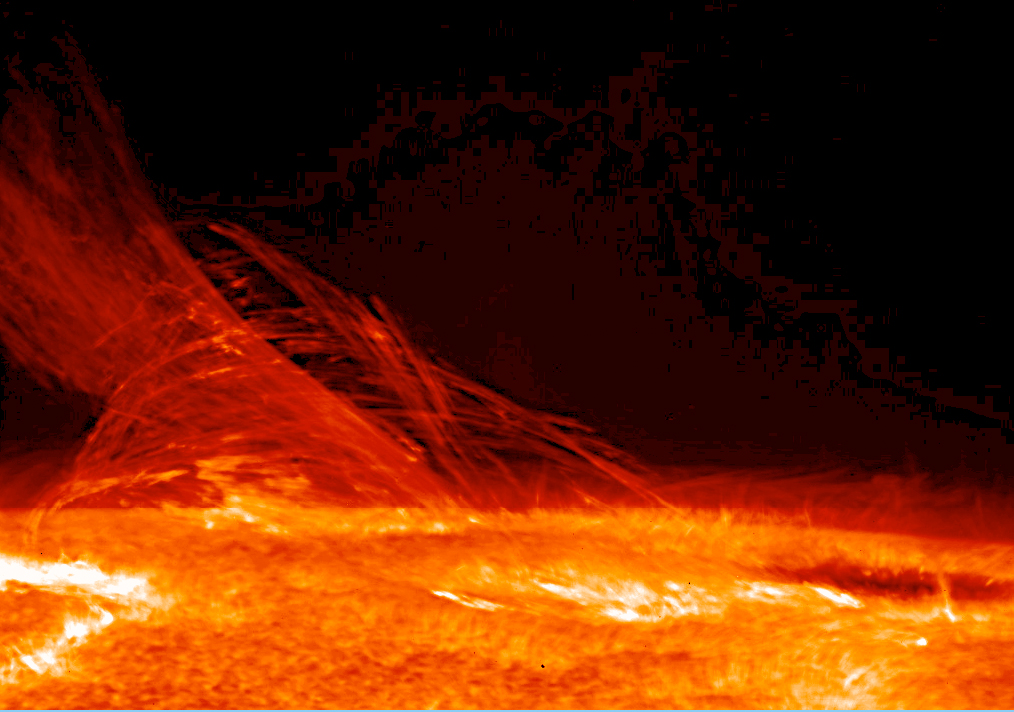
군데군데 반점이 보이는 태양의 모습

## 같이 보기
- 태양활동주기
- 스피큘
- 쌀알무늬